# Frieden von Sankt Petersburg

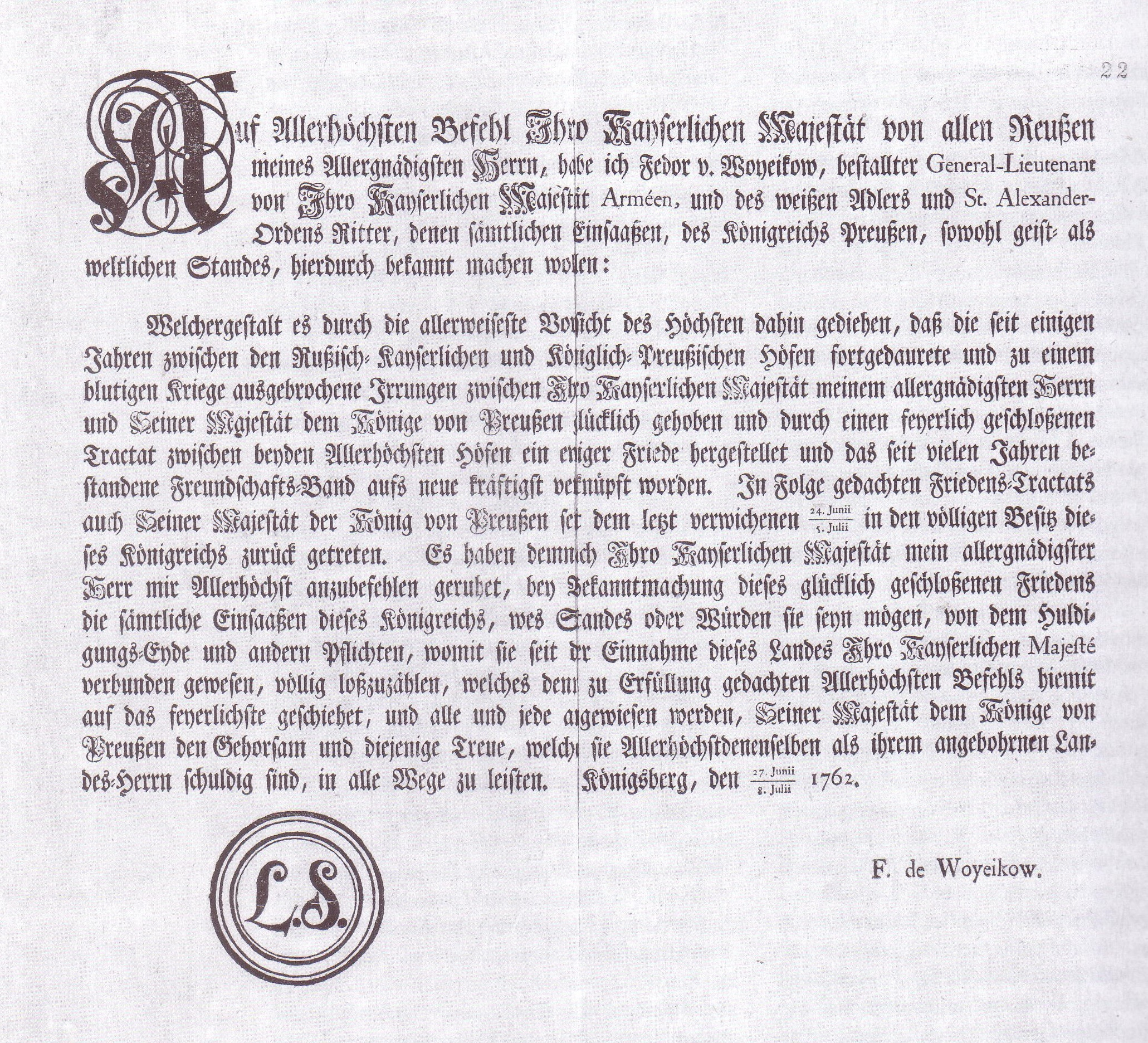
Bekanntmachung der Rückgabe des Königreichs Preußen (Ostpreußen) an König Friedrich II. infolge des Friedens von St. Petersburg, Königsberg, 1. Juli 1762

Der Frieden von Sankt Petersburg war ein am 5. Mai 1762 während des Siebenjährigen Krieges in Sankt Petersburg geschlossener Friedensvertrag zwischen Preußen und dem Russischen Kaiserreich.
Die Lage Preußens und seines Königs Friedrich II. Ende 1761 – Anfang 1762 war katastrophal. Es lag, wie er selbst eingestehen musste, „in der Agonie und erwartete die letzte Ölung.“ Weder die Verluste an Soldaten noch die an Ausrüstungen konnten ausreichend ersetzt werden. Nach dem Tod der Zarin Elisabeth am 5. Januar 1762 nahm ihr Nachfolger Peter III., ein holsteinischer Prinz und Bewunderer des Preußenkönigs, einen Umschwung in der russischen Außenpolitik vor (sogenanntes „Mirakel des Hauses Brandenburg“). Russland stellte sofort alle Kampfhandlungen ein und schloss am 5. Mai in St. Petersburg mit Preußen Frieden.
Russland schied damit aus der Front der Gegner Preußens im Siebenjährigen Krieg aus und gab ohne Entschädigung das bereits annektierte Königreich Preußen sowie Hinterpommern und die Neumark zurück. Ferner wurde vereinbart, ein Bündnis herzustellen, mit dem Peter III. seine dynastischen Ziele in Holstein mit preußischer Unterstützung durchsetzen wollte. Friedrich stimmte bedenkenlos zu und versprach, dafür 20.000 Mann zur Verfügung zu stellen.
Der Frieden galt nach dem Sturz und der Ermordung Peters durch seine Gemahlin und Nachfolgerin Katharina II. im Juli 1762 weiterhin, wobei sie das Bündnis mit Preußen jedoch löste.
Der Friedensschluss zwischen Preußen und Russland beschleunigte auch die Friedensverhandlungen zwischen Preußen und Schweden. Am 22. Mai 1762 schlossen beide Mächte den Frieden von Hamburg. Das Ausscheiden seiner Verbündeten zwang Österreich zur Aufnahme von Verhandlungen mit Preußen, die 1763 zum Frieden von Hubertusburg führten. Damit endete der Siebenjährige Krieg.
Sankt Petersburg 30.09.1755 |
Renversement des alliances (Westminster 16.01.1756 –
Versailles 01.05.1756 –
Versailles 01.05.1757 –
Versailles 30.12.1758) |
Schwerin 01.04.1757 |
Kloster Zeven 08./10.09.1757 |
Ribnitz 07.04.1762 |
Sankt Petersburg 05.05.1762 |
Preußisch-russischer Allianzvertrag 30.06.1762 |
Hamburg 22.05.1762 |
Fontainebleau 03.11.1762 |
Paris 10.02.1763 |
Hubertusburg 15.02.1763